# Кунгурцев Євген Максимович
Євген Максимович Кунгурцев (3 жовтня 1921, Іжевськ — 11 травня 2000, Бердянськ) — радянський військовий льотчик, двічі Герой Радянського Союзу, в роки радянсько-німецької війни командир ланки і ескадрильї 15-го гвардійського штурмового авіаційного полку 277-ї штурмової авіаційної дивізії. Генерал-майор авіації (1964).

## Біографія
Народився 3 жовтня 1921 року в місті Іжевську (Удмуртія) в сім'ї робітника. Росіянин. Член ВКП (б) / КПРС з 1943 року. Закінчив неповну середню школу в 1939 році. У Червоній Армії з 1940 року. У 1942 році закінчив Балашовский військову авіаційну школу пілотів.
На фронтах радянсько-німецької війни з лютого 1943 року. Воював на Ленінградському і 3-му Білоруському фронтах, був льотчиком, старшим льотчиком, командиром ланки, заступником командира і командиром ескадрильї 15-го гвардійського штурмового авіаційного полку.
До жовтня 1944 року  гвардії лейтенант Є. М. Кунгурцев здійснив 176 бойових вильотів, збив особисто 1 і в групі 6 літаків противника. Указом Президії Верховної Ради СРСР від 23 лютого 1945 року за бойові подвиги і проявлені мужність і відвагу гвардії лейтенанту Кунгурцеву Євгену Максимовичу присвоєно звання Героя Радянського Союзу з врученням ордена Леніна і медалі «Золота Зірка» (№ 6233).
До середини лютого 1945 року  гвардії старший лейтенант Кунгурцев Є. М. здійснив 210 бойових вильотів на розвідку і штурмовку, опорних пунктів, аеродромів, скупчень військ і техніки противника, завдавши йому значних втрат; в повітряному бою збив ворожий літак. У березні 1945 року, будучи тяжко пораненим, Є. М. Кунгурцев потрапив у полон, втік і повернувся до своєї частини. Указом Президії Верховної Ради СРСР від 19 квітня 1945 року за нові бойові подвиги гвардії старший лейтенант Кунгурцев Євген Максимович нагороджений другою медаллю «Золота Зірка» (№ 42).
Учасник Параду Перемоги 24 червня 1945 року. Після війни — інспектор-льотчик авіаційного з'єднання, командир авіаполку і дивізії. У 1952 році полковник Кунгурцев Є. М. закінчив Військово-повітряну академію, а в 1957 році — Військову академію Генерального штабу.
З 1968 року Є. М. Кунгурцев — в запасі, а потім — у відставці. Жив у місті Бердянську. Очолював професійно-технічні училища №№ 4, 25, пансіонат «Лазурний», піонерський табір «Юний хімік», міську організацію ветеранів. Мав звання почесного громадянина міста Бердянська, а в 1999 році був названий «Бердянцем року», отримавши «велику нагороду» відповідного конкурсу. 
Помер 11 травня 2000 року, похований на кладовищі неподалік моря.

## Нагороди
Нагороджений орденом Леніна (23.02.45), 4 орденами Червоного Прапора (12.10.43, 17.06.44, 02.08.44, 22.02.68), орденами Богдана Хмельницького третього ступеня (№ 2217 від 14.03.45), Олександра Невського (№ 11984 від 02.11.44), Вітчизняної війни 1-го ступеня (06.04.85), орденом Трудового Червоного Прапора (04.06.81), 2 орденами Червоної Зірки (26.07.43, 30.12.56), медалями.

## Вшанування пам'яті

Меморіальна дошка в Бердянську

Бронзовий бюст Кунгурцева Є. М. встановлено на його батьківщині — в Іжевську, ім'ям Героя названа вулиця в місті Воткінську (Удмуртія). На будинку де він жив в місті Бердянськ по вулиці Шмідта, 14 встановлена меморіальна дошка. На його честь один з бердянських пасажирських теплоходів названо «Генерал Кунгурцев», а територію над морем, де він проживав, іменували «дачею Кунгурцева». 